# NGC 7298
NGC 7298 est une galaxie spirale située dans la constellation du Verseau. Cette galaxie a été découverte par l'astronome allemand Albert Marth en 1864. Le professeur Seligman souligne qu'il est possible que IC 5204 soit un doublon de NGC 7298 ou de NGC 7300

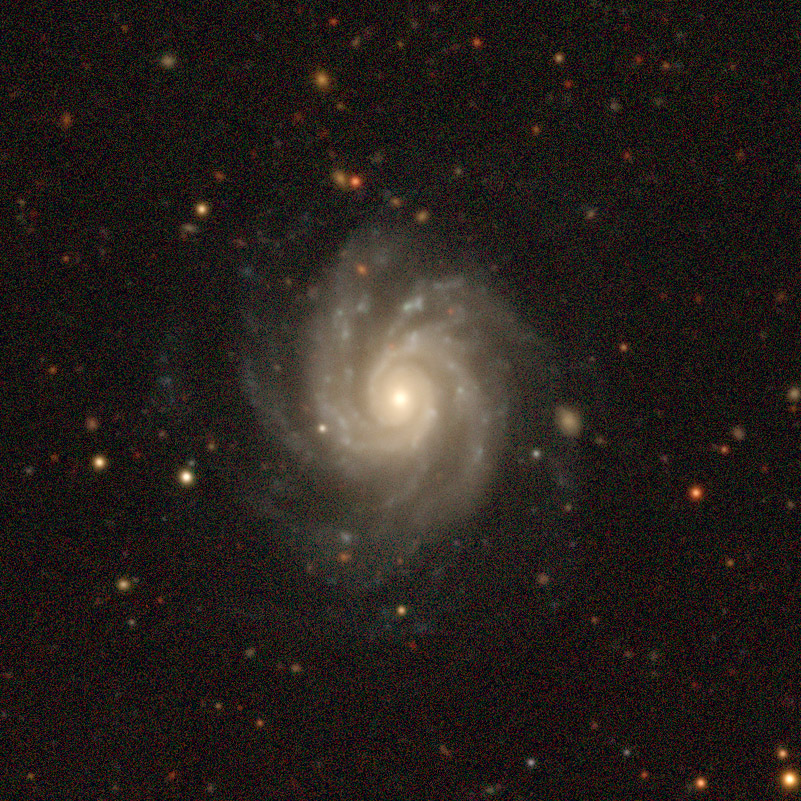
NGC 7298 par le projet « Legacy Surveys DR10 ».

La classe de luminosité de NGC 7298 est III et elle renferme également des régions d'hydrogène ionisé. Selon la base de données Simbad, NGC 7298 est une galaxie active de type Seyfert 2.
NGC 7298 est une galaxie dont le noyau brille dans le domaine de l'ultraviolet. Elle est inscrite dans le catalogue de Markarian sous la désignation MRK 1124 (MK 1124). En raison d'une brillance de surface égale à 14,09 mag/am2, on peut qualifier NGC 7298 de galaxie à faible brillance de surface (LSB en anglais pour low surface brightness). Les galaxies LSB sont des galaxies diffuses (D) avec une brillance de surface inférieure de moins d'une magnitude à celle du ciel nocturne ambiant.	
La vitesse de NGC 7298 par rapport au fond diffus cosmologique est de 4 695 ± 25 km/s, ce qui correspond à une distance de Hubble de 69,2 ± 4,9 Mpc (∼226 millions d'al). À ce jour, une seule mesure non basée sur le décalage vers le rouge (redshift) donne une distance d'environ 38,400 Mpc (∼125 millions d'al). Cette valeur est très loin à l'extérieur des valeurs de la distance de Hubble. Notons que c'est avec la valeur moyenne des mesures indépendantes, lorsqu'elles existent, que la base de données NASA/IPAC calcule le diamètre d'une galaxie et qu'en conséquence le diamètre de NGC 7298 pourrait être d'environ 27,8 kpc (∼90 700 al) si on utilisait la distance de Hubble pour le calculer.

## Supernova
La supernova SN 2012gc a été découverte dans NGC NGC 7298 le 5 novembre 2012 par Greg bock, l'un des astronomes amateurs du groupe BOSS (BOSS-Backyard Observatory Supernova Search). Cette supernova était de type II et sa magnitude au moment de sa découverte était de 17,4.

## Groupe de NGC 7300
Selon A. M. Garcia, NGC 7298 fait partie du groupe de NGC 7300. Ce groupe de galaxies renferme au moins cinq membres. Les autres galaxie sont NGC 7251, NGC 7300, MCG -3 -57 -1 et MCG -3 -57 -8. Cependant, la distance de Hubble de la galaxie MCG -3-57-8 est de 35,01 ± 2,48 Mpc (∼114 millions d'al). Il s'agit donc d'une galaxie d'avant-plan qui ne fait pas partie de ce groupe.
Mais, selon le professeur Seligman, ce groupe compte huit galaxies, soit NGC 7251, NGC 7255, NGC 7298, NGC 7300, PGC 68593 (MCG -3-57-1), PGC 68958 (MCG -3-57-8), PGC 69000 et PGC 170932.
L'inclusion de PGC 68958 au groupe de NGC 7300 vient sans doute d'une erreur de la base de données Simbad. En effet, selon Simbad, la vitesse radiale de cette galaxie est de 4 894 ± 39 km/s, vitesse semblable à celles des autres galaxies du groupe. La référence indiquée par Simbad pour cette valeur ne montre que deux galaxies très lointaines (2MASX J01062264+0058518 et 	MCG+07-34-045).